# Galapagos-Rubintyrann
Der Galapagos-Rubintyrann (Pyrocephalus nanus) ist eine Sperlingsvogelart aus der Familie der Tyrannen (Tyrannidae). Er ist auf den Galapagos-Inseln endemisch. Von John Gould 1838 als eigenständige Art beschrieben, galt er längere Zeit als Unterart des Rubintyranns (Pyrocephalus rubinus). Eine DNA-Studie aus dem Jahr 2016 kam jedoch zu dem Ergebnis, dass sich die beiden Galapagos-Formen Pyrocephalus nanus und Pyrocephalus dubius sowohl in den Gefiedermerkmalen als auch in den Lautäußerungen von der Festlandform unterscheiden. Daher wird von der IOC-Checklist und der HBW-Checklist (inklusive IUCN und BirdLife International) ein Artstatus unterstützt.

## Merkmale
Der Galapagos-Rubintyrann ist mit einer Körperlänge von 13 bis 14 cm kleiner als der Rubintyrann. Auch sein Schnabel ist kleiner. Der Rücken ist sehr dunkel. Beim Männchen des Galapagos-Rubintyranns ist die Unterseite stumpfer rosarot als beim Rubintyrannmännchen. Beim Weibchen des Galapagos-Rubintyranns sind die Bruststreifen reduziert oder fehlen vollständig, während die Bruststreifen beim Rubintyrannweibchen dicht und breit sind. Die Kehle und die Schwanzspitze sind weiß. Der Brust- und Bauchbereich ist gelbbräunlich.

## Lautäußerungen
Sowohl beim Gesang als auch beim Balzflug gibt es Unterschiede zwischen dem Galapagos-Rubintyrann und dem Rubintyrann. Männchen, die auf Santa Cruz beobachtet wurden, zeigten einen wellenförmigen Flug, einschließlich kurze Gleitflüge, ungefähr fünf Meter über dem Boden. Der Flug beginnt von einer Sitzwarte mit einem lauten chew wit-Ton, der auf dem Höhepunkt jeder Wellenbewegung wiedergegeben wird, und dem ein scharfes mechanisches Knacken folgt. Während der Vogel auf seiner Warte sitzt, ist neben demselben Gesang wie im Flug ein Schnabelrasseln mit scharfen pew-Tönen zu hören.

## Vorkommen
Der Galapagos-Rubintyrann kommt auf allen größeren Inseln des Archipels vor, darunter auf San Salvador, Santa Cruz, Pinta, Marchena, Rábida, Pinzón, Fernandina, Isabela, Floreana und Wolf. Auf San Cristóbal konnte sich eine eigenständige Form, der inzwischen ausgestorbene San-Cristóbal-Rubintyrann (Pyrocephalus dubius), entwickeln.

## Lebensraum und Lebensweise
Der Galapagos-Rubintyrann bewohnt ähnliche Habitate wie der Rubintyrann. Er ist jedoch auf feuchtere Regionen im Hochland, die von Gewächsen der Gattungen Scalesia, Tournefortia und Zanthoxylum dominiert sind, beschränkt. Die Nahrung des Galapagos-Rubintyranns besteht aus Insekten, die er entweder im Flug oder auf dem Boden erbeutet. Der Brutzeit ist zwischen Dezember und Mai in der Feuchtsaison. Die Nester werden in Bäumen oder Büschen errichtet und bestehen aus Moosen und Flechten. Das Gelege besteht aus drei Eiern. Mehr ist über sein Fortpflanzungsverhalten nicht bekannt.